# کراون جول (۲۰۲۲)
کراون جول (به انگلیسی: Crown Jewel) یک رویداد غیر رایگان (Pay-Per-View) در کشتی حرفه‌ای است که توسط کمپانی دبلیودبلیوئی و برای هر دو برند راو و اسمک‌داون تهیه می‌شود و این دوره‌اش هم در ۵ نوامبر ۲۰۲۲ در ورزشگاه مرسول پارک در شهر ریاض، در کشور عربستان برگزار شد. این رویداد چهارمین رویداد با نام کراون جول بود.
در این رویداد ۸ مسابقه برگزار شد. در مسابقه اصلی، رومن رینز، لوگان پاول را شکست داد تا هر دو کمربند یونیورسال و دبلیودبلیوئی حفظ کند. در دیگر مسابقات مهم، براون استرومن توانست اوماس را شکست دهد. بیانکا بلر با شکست دادن بیلی در یک مسابقه لست وومن استندینگ کمربند زنان اسمکدان را حفظ کرد و همچنین براک لزنر بابی لشلی را شکست داد.

## زمینه‌سازی
کراون جول شامل مسابقاتی بین دشمنی‌های موجود، ماجراهای پیش آمده و استوری‌هایی خواهد بود که پیش از این در برنامه‌های راو و اسمَک‌دَون پخش شده بود. کشتی‌گیرها با توجه به مسابقات یا سری اتفاقاتی که برایشان رخ می‌دهد و تنش را به حداکثر می‌رساند، نقش منفی یا قهرمان به خود می‌گیرند و در این رویداد به مسابقه و رقابت می‌پردازند.

## نتایج
| #                                                     | نتایج | نوع مسابقه                                                               | مدت زمان |
| ----------------------------------------------------- | --- | ------------------------------------------------------------------------ | -------- |
| ۱                                                     | براک لزنر پیروز در مقابل بابی لشلی | مسابقه تک نفره                                                           | ۶:۰۰     |
| ۲                                                     | دمیج کنترل (داکوتا کای و آیو اسکای) پیروز در مقابل الکسا بلیس و آسکا (c)                                                                   | مسابقه تگ تیم برای قهرمانی کمربندهای تگ تیم زنان دبلیودبلیوئی            | ۱۲:۵۰    |
| ۳                                                     | درو مکینتایر پیروز در مقابل کاریون کراس (با همراهی اسکارلت)                                                                                | مسابقه قفس پولادین                                                       | ۱۳:۰۰    |
| ۴                                                     | جاجمنت دی (فین بلر‌ و دیمین پریست و دامینیک میستریو) (با همراهی ریا ریپلی) پیروز در مقابل د کلاب (ای جی استایلز و لوک گالوس و کارل اندرسون) | مسابقه تگ تیم شش نفره                                                    | ۱۴:۰۰    |
| ۵                                                     | براون استرومن پیروز در مقابل اوماس | مسابقه تک نفره                                                           | ۷:۳۰     |
| ۶                                                     | د اوسوز (c) (جی اوسو و جیمی اوسو) پیروز در مقابل براولینگ بروتس (ریج هالند و بوچ)                                                          | مسابقه تگ تیم برای قهرمانی کمربند های تگ تیم راو و اسمک‌دان دبلیودبلیوئی  | ۱۰:۴۷    |
| ۷                                                     | بیانکا بلر (c) پیروز در مقابل بیلی | مسابقه آخرین زن ایستاده برای قهرمانی کمربند زنان راو دبلیودبلیوئی        | ۲۰:۳۰    |
| ۸                                                     | رومن رینز (c) (با همراهی پاول هیمن) پیروز در مقابل لوگان پاول                                                                              | مسابقه تک نفره برای قهرمانی هر دو کمربند یونیورسال و کمربند دبلیودبلیوئی | ۲۴:۵۰    |
| - (c) – نشان‌دهنده قهرمان(هایی) است که به میدان می‌روند | |                                                                          |          |